# Simonet Biokou
Simonet Henri Biokou, né le 7 juillet 1965  à Porto Novo au Bénin, est un artiste vaudou béninois.  

## Biographie

### Enfance, éducation et débuts
Simonet Biokou naît le 7 juillet 1965 à Porto Novo,. Il a de l'admiration pour son travail sur la ferraille, notamment les jantes de roues de bicyclettes, les chaînes, les boulons et les ressorts, qu'il utilise principalement pour réaliser des œuvres métalliques représentant des divinités vaudou,,.  

### Carrière
L'artiste expose souvent en Afrique, en Europe et au Canada. Il serait le seul sculpteur africain exposé au Musée d'art contemporain de Liège. Il joue dans le film Divine Carcasse en 1998.